# Culture de Jordanów
Objets typiques
Bijoux en cuivre
La culture de Jordanów est une culture archéologique du Néolithique moyen, datée de 4300 à 3900 av. J.-C., qui correspond à la dernière phase de la culture de Lengyel (Lengyel IV) en Tchéquie et en Silésie. Quelques sites se trouvent en Allemagne dans la région de Dresde, à proximité de l´Elbe.

## Historique
Ce terme a été introduit par Hans Seger en 1906, en référence aux fouilles conduites à Jordanów Śląski (Jordansmühl), près de Wrocław (Breslau), entre 1898 et 1911.

## Chronologie
La culture de Jordanów est contemporaine de la culture de Rössen et de la culture de Michelsberg. Elle précède la culture des vases à entonnoir et la culture de Baalberge.

## Habitat
Les sites archéologiques se trouvent en général sur des hauteurs.

## Sépultures
En Silésie, les enterrements ont lieu en position fœtale suivant une orientation est-ouest. Les femmes reposent sur le côté droit, les hommes sur le côté gauche. Les tombes comportent des bijoux et deux ou quatre récipients au niveau de la tête. Les corps sont entourés de pierre. La crémation est prépondérante en Bohême.

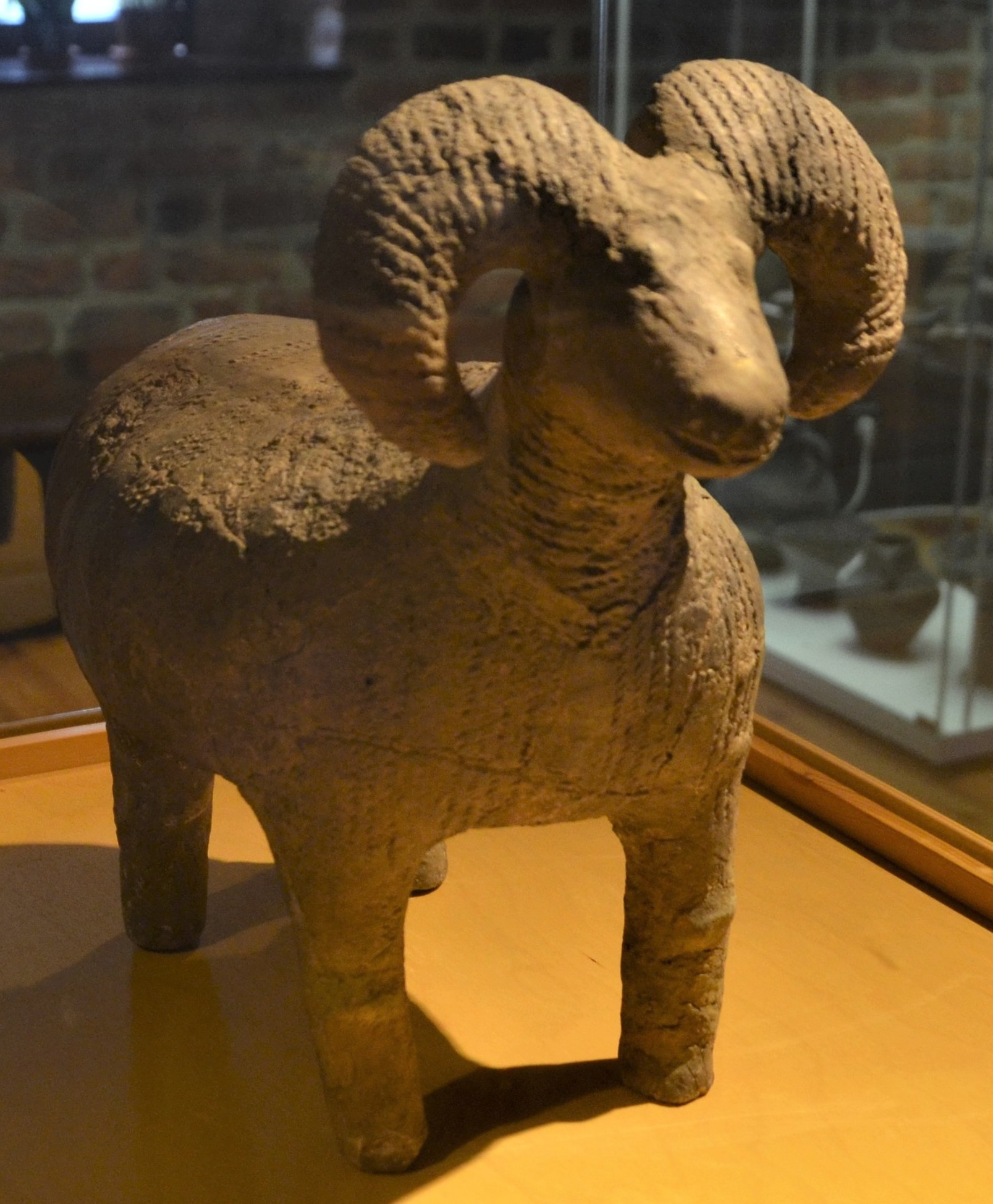
Figurine de bélier (Jordanów Śląski)

## Vestiges
Pour cette région, c´est à cette époque que les premiers objets en cuivre ont été produits. Ce sont exclusivement des bijoux, en particulier des perles, des pendentifs et des bracelets en spirale.
En 1925, à Jordanów Śląski, une figurine en terre cuite représentant un bélier a été découverte dans une tombe, à côté des restes de deux récipients et d´un couteau en silex. C´est encore aujourd'hui la seule figurine connue de la culture de Jordanów.